# إينوسين أحادي الفوسفات منقوص الأكسجين
الإينوسين أحادي الفوسفات منقوص الأكسجين (بالإنجليزية: Deoxyinosine monophosphate (dIMP))‏ هو نوكليوتيد أحادي الفوسفات مشتق من حمض الإينوسينيك، يتكون من قاعدة الهيبوزانتين مرتبطة مع ريبوز منقوص الأكسجين مرتبط بدوره بمجموعة فوسفات. يمكن أن تشكيل الـ(إ.أ.ف.م) من نزع أمين قاعدة البيورين في الأدينوسين أحادي الفوسفات منقوص الأكسجين (dAMP).
يقوم الأنزيم بيرو-فوسفو-هيدرولاز ريبونوكليوسيد منقوص الأكسجين ثلاثي الفوسفات المشفر بواسطة YJR069C في فطريات الخميرة والذي يحتوي على نشاطات (d)ITPase و(d)XTPase بحلمـأة الإينوسين ثلاثي الفوسفات منقوص الأكسجين منتجا ثنائي الفوسفات والإينوسين أحادي الفوسفات منقوص الأكسجين.